# Wong (comics)
Pour les articles homonymes, voir Wong.
Wong est un personnage de fiction apparaissant dans les bandes dessinées américaines publiées par Marvel Comics. Il est l'acolyte et le valet du Docteur Strange.
Wong est apparu pour la première fois dans la bande dessinée Strange Tales no 110 (juillet 1963) mais n'est pas été nommé jusqu'à Strange Tales no 119. Dans la mini-série Dr. Strange: the Oath de 2006, il est révélé que Wong est issu d'une famille de moines vivant à Kamar-Taj (en).

## Apparitions dans d'autres médias
Le personnage est interprété par Clyde Kusatsu dans le téléfilm Docteur Strange de 1978. Benedict Wong incarne le personnage dans les films de l'univers cinématographique Marvel Doctor Strange (2016), Avengers: Infinity War (2018), Avengers: Endgame (2019), Shang-Chi et la Légende des Dix Anneaux (2021), Spider-Man: No Way Home (2021) et Doctor Strange in the Multiverse of Madness (2022), ainsi que dans la mini-série Disney+ She-Hulk : Avocate. De plus, il incarne le personnage dans la chronologie alternative Marvel de la série animée Disney+ What If...? (2021).
Dans le jeu vidéo Marvel's Spider-Man 2, après que Miles Morales est parvenu à aider Felicia Hardy à fuir vers Paris grâce au Sceptre de Watoomb, Wong récupère l'artefact, laissant une lettre au jeune Spider-Man de sa part et du Docteur Strange pour le remercier d'avoir récupéré le sceptre.